# Область Оренбургских Киргизов
О́бласть Оренбу́ргских Кирги́зов (Казахов) — административно-территориальная единица Российской империи, существовавшая в 1859—1868 годах.
Административный центр — город Оренбург.

## История
Область Оренбургских Киргизов была образована 24 марта 1859 года на территории Зауральской Киргизской степи, находившейся в ведении Министерства иностранных дел. При этом новая область, населённая преимущественно казахами, переходила в ведение Министерства внутренних дел. Область делилась на округа.
В 1868 году область Оренбургских Киргизов была упразднена, а на её территории созданы Тургайская и Уральская области.